# Союз-35
Союз-35 — радянський космічний корабель (КК) серії «Союз», типу Союз 7К-Т. Серійний номер 51. Реєстраційні номери: NSSDC ID: 1980-027A; NORAD ID: 11753. Десятий політ до орбітальної станції Салют-6; восьме успішне стикування. Запуск з четвертим основним екіпажем (ЕО-4): Попов/Рюмін; посадка з екіпажем п'ятих відвідин (ЕП-5): Кубасов/Фаркаш.
При посадці корабля відбулась нештатна ситуація: посадковий висотомір не видав команду запуску двигунів м'якої посадки і вся енергія удару припала на амортизатори крісел, внаслідок чого екіпаж зазнав перевантажень 30 одиниць.

## Параметри польоту
- Маса корабля — 6800 кг
- Нахил орбіти — 51,65°
- Орбітальний період — 89,81 хвилини
- Перигей — 198 км
- Апогей — 259,7 км

## Екіпаж

### Стартовий
Первісно до польоту готувався основний екіпаж Попов/Лебедєв і дублерний екіпаж Зудов/Андрєєв.
Після заміни Лебедєва Рюміним основним призначено екіпаж Зудов/Андрєєв.
По закінченні підготовки основним став екіпаж Попов/Рюмін.
- Основний

Командир ЕО-4 Попов Леонід Іванович
Бортінженер ЕО-4 Рюмін Валерій Вікторович
- Дублерний

Командир ЕО-4 Зудов В’ячеслав Дмитрович
Бортінженер ЕО-4 Андрєєв Борис Дмитрович

### Посадковий
Командир ЕП-5 Кубасов Валерій Миколайович
Космонавт-дослідник ЕП-5 Фаркаш Берталан

## Хронологія польоту
Скорочення в таблиці: ПСП — передній стикувальний порт; ЗСП — задній стикувальний порт.
Позначення на схемах: S6 — орбітальна станція «Салют-6»; F — корабель типу «Союз»; P — корабель типу «Прогрес»
| Дата      | Час (UTC) | Подія | Схема                     |
| --------- | --------- | --- | ------------------------- |
| 1980 рік  | 1980 рік  | 1980 рік | Салют-6+Прогрес-8         |
| 9 квітня  | 18:12:41  | З космодрому Байконур ракетою-носієм Союз-У (11А511У) запущено КК Союз-35 з четвертим основним екіпажем (ЕО-4): Попов/Рюмін. | Салют-6+Прогрес-8         |
| 10 квітня | 15:15:32  | Стикування КК Союз-35 до ПСП комплексу Салют-6 — Прогрес-8. Екіпаж станції: Попов/Рюмін                                      | Союз-35+Салют-6+Прогрес-8 |
| 25 квітня | 08:04     | Відстикування КК Прогрес-8 від ЗСП комплексу Салют-6 — Союз-35                                                               | Союз-35+Салют-6           |
| 26 квітня | 06:54     | Гальмівний імпульс КК Прогрес-8                                                                                              | Союз-35+Салют-6           |
| 26 квітня | 07:40?    | Схід з орбіти КК Прогрес-8                                                                                                   | Союз-35+Салют-6           |
| 27 квітня | 06:24:11  | З космодрому Байконур ракетою-носієм Союз-У (11А511У) запущено КК Прогрес-9                                                  | Союз-35+Салют-6           |
| 29 квітня | 08:09:19  | Стикування КК Прогрес-9 до ЗСП комплексу Салют-6 — Союз-35                                                                   | Союз-35+Салют-6+Прогрес-9 |
| 20 травня | 18:51     | Відстикування КК Прогрес-9 від ЗСП комплексу Салют-6 — Союз-35                                                               | Союз-35+Салют-6           |
| 22 травня | 00:45     | Гальмівний імпульс КК Прогрес-9                                                                                              | Союз-35+Салют-6           |
| 22 травня | 01:30?    | Схід з орбіти КК Прогрес-9                                                                                                   | Союз-35+Салют-6           |
| 26 травня | 18:20:39  | З космодрому Байконур ракетою-носієм Союз-У (11А511У) запущено КК Союз-36 з ЕП-5: Кубасов/Фаркаш                             | Союз-35+Салют-6           |
| 27 травня | 19:56     | Стикування КК Союз-36 з ЕО-3 до ЗСП комплексу Салют-6 — Союз-35. Екіпаж станції: Попов/Рюмін/Кубасов/Фаркаш.                 | Союз-35+Салют-6+Союз-36   |
| 3 червня  | 11:50     | Відстикування КК Союз-35 з ЕП-5 від ПСП комплексу Салют-6 — Союз-36. Екіпаж станції: Попов/Рюмін.                            | Салют-6+Союз-36           |
| 3 червня  | 14:20?    | Гальмівний імпульс КК Союз-35                                                                                                | Салют-6+Союз-36           |
| 3 червня  | 15:06:23  | Посадка КК Союз-35 | Салют-6+Союз-36           |